# Isola Asinara
Isola Asinara este o arie protejată (arie de protecție specială avifaunistică — SPA) din Italia întinsă pe o suprafață de 9.669 ha, din care 47 % marine.

## Localizare
Centrul sitului Isola Asinara este situat la coordonatele 41°00′05″N 8°16′28″E / 41.001447°N 8.274353°E.

## Înființare
Situl Isola Asinara a fost declarat arie de protecție specială avifaunistică în iulie 2009 pentru a proteja 3 specii de plante și 60 de specii de animale.

## Biodiversitate
Situată în ecoregiunea mediteraneană, aria protejată conține 17 habitate naturale: Phrygana endemică cu Euphorbio-Verbascion, Păduri de Quercus ilex și Quercus rotundifolia, Pseudostepă cu ierburi și specii anuale de Thero-Brachypodietea, Matorral arborescenți cu Juniperus spp., Pășuni mediteraneene udate de apa mării (Juncetalia maritimi), Păduri de Olea și Ceratonia, Dune cu vegetație ierboasă Malcolmietalia, Recifuri, Tufărișuri halofile mediteraneene și termo-atlantice (Sarcocornetea fruticosi), Tufărișuri termo-mediteraneene și de pre-deșert, Faleze cu vegetație de Limonium spp. endemic de pe coastele mediteraneene, Galerii și tufărișuri riverane sudice (Nerio-Tamaricetea și Securinegion tinctoriae), Straturi cu Posidonia (Posidonion oceanicae), Formațiuni scunde de Euphorbia în apropierea falezelor, Golfuri mici largi și golfuri puțin adânci, Vegetație anuală la limita mareei, Phrygana din Mediterana de Vest de pe vârfurile falezelor (Astragalo-Plantaginetum subulatae).
La baza desemnării sitului se află mai multe specii protejate:
- plante (3): Anchusa crispa, Brassica insularis, Centaurea horrida
- păsări (52): privighetoare-de-baltă (Acrocephalus melanopogon), pescăruș albastru (Alcedo atthis), Alectoris barbara, fâsă-de-câmp (Anthus campestris), egretă mare (Ardea alba), stârc roșu (Ardea purpurea), stârc galben (Ardeola ralloides), ciuf de câmp (Asio flammeus), rață roșie (Aythya nyroca), pasărea ogorului (Burhinus oedicnemus), bătăuș (Calidris pugnax), Calonectris diomedea, caprimulg (Caprimulgus europaeus), prundăraș de sărătură (Charadrius alexandrinus), șerpar (Circaetus gallicus), erete de stuf (Circus aeruginosus), erete vânăt (Circus cyaneus), erete cenușiu (Circus pygargus), gușă vânătă (Cyanecula svecica), egretă mică (Egretta garzetta), presură de grădină (Emberiza hortulana), Falco eleonorae, Falco naumanni, șoim călător (Falco peregrinus), vânturel de seară (Falco vespertinus), muscar-gulerat (Ficedula albicollis), vulturul pleșuv sur (Gyps fulvus), acvilă pitică (Hieraaetus pennatus), piciorong (Himantopus himantopus), Hydrobates pelagicus, stârc pitic (Ixobrychus minutus), sfrâncioc roșiatic (Lanius collurio), Larus audouinii, pescăruș-cu-cap-negru (Larus melanocephalus), ciocârlie de pădure (Lullula arborea), ciocârlie de bărăgan (Melanocorypha calandra), gaia neagră (Milvus migrans), gaia roșie (Milvus milvus), stârc de noapte (Nycticorax nycticorax), vultur pescar (Pandion haliaetus), viespar (Pernis apivorus), Phalacrocorax aristotelis desmarestii, Phoenicopterus ruber, lopătar (Platalea leucorodia), Puffinus yelkouan, ciocântors (Recurvirostra avosetta), chiră de baltă (Sterna hirundo), chiră mică (Sternula albifrons), Sylvia sarda, silvie de tufiș (Sylvia undata), chiră de mare (Thalasseus sandvicensis), fluierar de mlaștină (Tringa glareola)
- amfibieni (1): Discoglossus sardus
- mamifere (4): muflon (Ovis aries musimon), liliacul mare cu potcoavă (Rhinolophus ferrumequinum), liliacul mic cu potcoavă (Rhinolophus hipposideros), delfin mare (Tursiops truncatus)
- reptile (3): Caretta caretta, Euleptes europaea, țestoasă bănățeană (Testudo hermanni)

Pe lângă speciile protejate, pe teritoriul sitului au mai fost identificate 51 de specii de plante, 132 de specii de păsări, 2 specii de amfibieni, 4 specii de mamifere, 3 specii de nevertebrate, 8 specii de reptile.